# Chrysopilus argentina
Chrysopilus argentina är en tvåvingeart som först beskrevs av Shannon 1927.  Chrysopilus argentina ingår i släktet Chrysopilus och familjen snäppflugor. Inga underarter finns listade i Catalogue of Life.